# Gerrard Francis Hood Stayner
Gerrard Francis Hood Stayner, britanski general, * 1900, † 1980.